# Mormopterus eleryi
Mormopterus eleryi (Reardon, Adams, McKenzie & Jenkins, 2008) è un pipistrello della famiglia dei Molossidi endemico dell'Australia.

## Descrizione

### Dimensioni
Pipistrello di piccole dimensioni, con la lunghezza della testa e del corpo tra 41 e 50 mm, la lunghezza dell'avambraccio tra 32 e 35,3 mm, la lunghezza della coda tra 28 e 32 mm e un peso fino a 6 g.

### Aspetto
La pelliccia è corta e densa. Le parti dorsali sono color sabbia, mentre le parti ventrali sono più chiare. Il muso è piatto, largo, lungo, sottile, con il labbro superiore densamente ricoperto di lunghe setole e le narici che si aprono lateralmente. Le orecchie sono relativamente corte, ben separate tra loro e con la punta arrotondata. Le ali sono attaccate posteriormente sulle caviglie. La coda è lunga, tozza e si estende per più della metà oltre l'uropatagio. Entrambi i sessi hanno una particolare proiezione carnosa sui genitali.

## Biologia

### Comportamento
Si rifugia nelle cavità degli alberi.

### Alimentazione
Si nutre di insetti.

## Distribuzione e habitat
Questa specie è diffusa nel Territorio del Nord sud-orientale, Queensland centrale e meridionale e Nuovo Galles del Sud settentrionale.
Vive nelle boscaglie aride.

## Conservazione
Questa specie, essendo stata scoperta solo recentemente, non è stata sottoposta ancora a nessun criterio di conservazione.